# Сало, Дмитрий Павлович
Дмитрий Павлович Сало (26 ноября 1923 г., Харьковская область — 31 марта 1980 г., Харьков) — советский учёный-фармацевт. Доктор фармацевтических наук (1968), профессор (1970), с 1971 г. и до конца жизни ректор Харьковского фармацевтического института и одновременно заведующий его кафедрой аптечной технологии лекарств.
Родился на хуторе Помелуйковка Боровского района Харьковской области в многодетной крестьянской семье. В 1941 году окончил Изюмскую фельдшерскую школу. Участник Великой Отечественной войны.
В 1951 году окончил Харьковский фармацевтический институт, где затем аспирант, ассистент, доцент, профессор, проректор (1970—1971), в 1971—1980 гг. ректор и одновременно заведующий кафедрой аптечной технологии лекарств. Подготовил 3 докторов и 11 кандидатов наук. Среди его учеников — профессор А. И. Тихонов.
В 1954 г. защитил кандидатскую диссертацию.
В 1968 г. защитил докторскую диссертацию «Применение глинистых минералов для приготовления лекарств» и стал первым доктором фармацевтических наук в Харьковском фармацевтическом институте.
Автор около 150 работ. Среди его основных трудов — монографии «Лечебные свойства прополиса» (К., 1977, в соавторстве с А. И. Тихоновым) и «Биологически активные субстанции прополиса» (Бухарест, 1985).